# Liste der Monuments historiques in Combourg
Die Liste der Monuments historiques in Combourg führt die Monuments historiques in der französischen Gemeinde Combourg auf.

## Liste der Bauwerke
| Bezeichnung               | Beschreibung                                             | Standort | Kennzeichnung | Schutzstatus   | Datum     | Bild           |
| ------------------------- | -------------------------------------------------------- | -------- | ------------- | -------------- | --------- | -------------- |
| Burg Combourg             | Erbaut ab dem 11. Jahrhundert                            | (Lage)   | PA00090536    | Inscrit Classé | 1926 1966 | weitere Bilder |
| Maison de la Lanterne     | Erbaut 1575                                              | (Lage)   | PA00090537    | Inscrit        | 1966      | weitere Bilder |
| Manoir du Grand Trémaudan | Herrenhaus mit Taubenturm, erbaut ab dem 15. Jahrhundert | (Lage)   | PA35000024    | Inscrit        | 2005      |                |

## Liste der Objekte

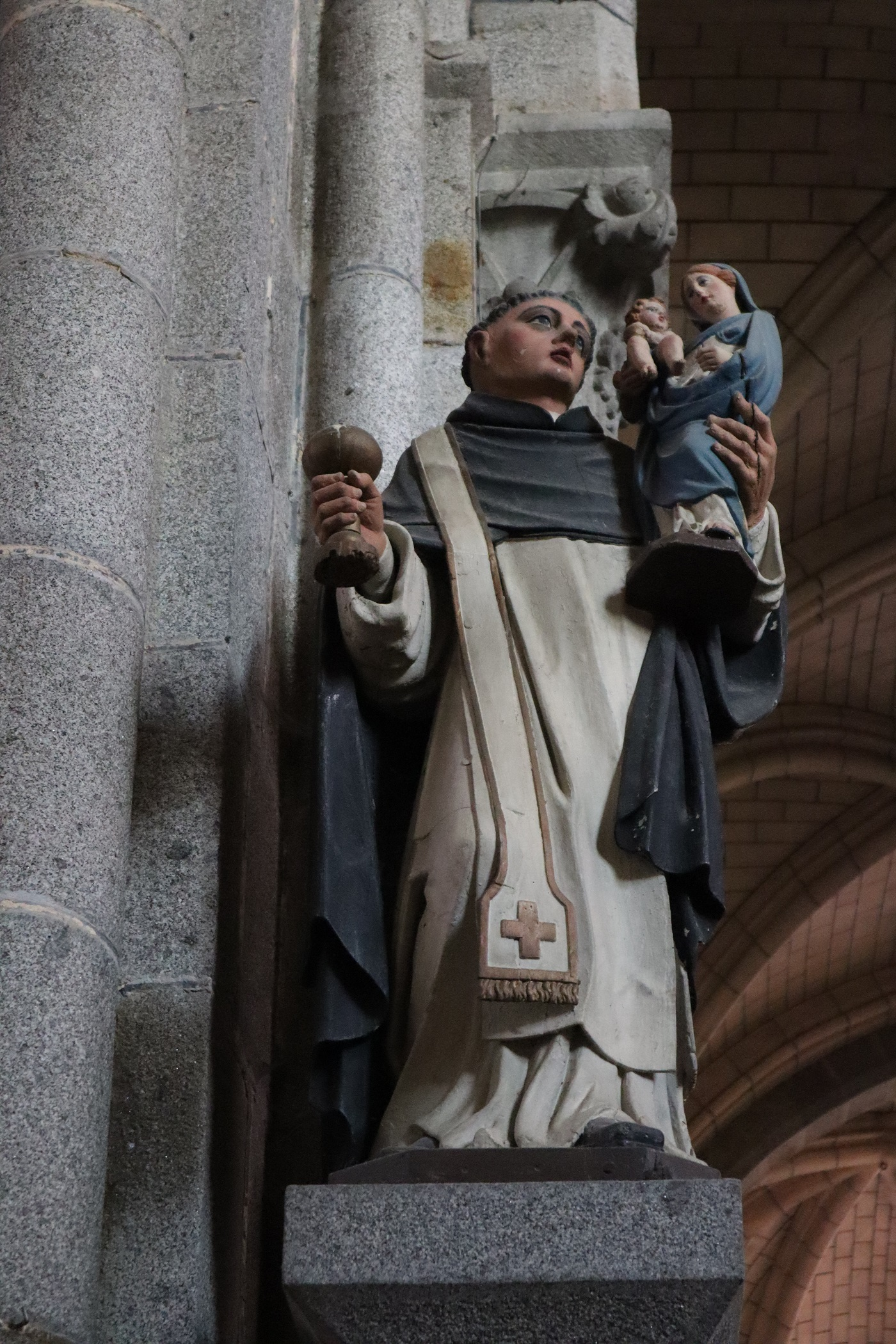
Skulptur des heiligen Hyacinthe mit Madonna und Kind (zweite Hälfte des 17. Jahrhunderts) in der Kirche Notre-Dame

- Monuments historiques (Objekte) in Combourg in der Base Palissy des französischen Kultusministeriums